# Kębliny
Kębliny – wieś sołecka w Polsce położona w województwie łódzkim, w powiecie zgierskim, w gminie Zgierz. W latach 1975–1998 podlegała administracyjnie pod ówczesne województwo łódzkie. Nazwa pochodzi od staropolskiego słowa kębło – gniazdo, leże, legowisko (zwłaszcza zajęcy). Niektórzy wiążą pochodzenie nazwy z nazwiskiem Kembel lub Kombel, pojawiającym się w dokumentach z końca XIV w.

## Położenie
Wieś położona jest 12 km na północ od Zgierza, na północnej krawędzi Wyżyny Łódzkiej nad Moszczenicą, jedną z czystszych rzek powiatu zgierskiego, tworzącej tu liczne meandry, typowych dla małych rzek nizinnych. Wieś i jej okolice leżą w obszarach chronionego krajobrazu.
Lewy brzeg Moszczenicy sąsiaduje z Lasem Kęblińskim (albo Szczawińskim), w którym wyznaczono rezerwat Grądy nad Moszczenicą () o powierzchni 46 ha. Las Kębliński jest lasem mieszanym, z licznymi starymi bukami i dębami (tzw. kwaśna buczyna niżowa). W Lesie Kęblińskim do niedawna rósł potężny, zabytkowy dąb (o obwodzie pnia 364 cm), o którym mówiono, że Rosjanie powiesili na nim kilku powstańców z 1863 r. po przegranej bitwie pod Dobrą (ok. 10 km na wschód). Na południowym skraju lasu w odległości 5 km przebiega autostrada A2 (E30) Nowy Tomyśl – Stryków, a przez samą wieś biegnie droga wojewódzka nr 708 Ozorków – Brzeziny.

## Dzieje
W pobliżu wsi znajduje się neolityczne stanowisko archeologiczne odkryte przez Władysława Kasińskiego (1917–1944). Znaleziono także ślady po tzw. mielerzach, w których w średniowieczu przygotowywano węgiel drzewny do wytopu żelaza w tzw. kuźnicach.
Pierwsza wzmianka o wsi Kambliny pochodzi z 1520 r. i informuje, że wchodziła ona w skład parafii Gieczno (7 km na północ od Kęblin). W tym czasie właścicielami Kamblin i pobliskiego Besiekierza byli Besiekierscy, a później Gomolińscy. Nazwa wsi Kębliny jest wymieniona w dokumencie z 1793 r. o ustanowieniu powiatu zgierskiego. W XIX w. była wsią folwarczną. Na początku XIX w. Kębliny należały do Józefa Brochockiego, który sprzedał je w 1802 r. Antoniemu Grodzińskiemu. W 1822 r. majątek nabył Roch Trzciński. W 1846 r. na mocy działów rodzinnych właścicielem został Ignacy Urbankowski. Majątek ten skonfiskowały władze rosyjskie, ponownie jednak został on nabyty przez rodzinę Urbankowskich, którzy wybudowali w 1840 r. parterowy murowany dwór (kilkakrotnie przebudowywany) o typowej konstrukcji dworów polskich. Dwór mieści się w parku, założonym w końcu XIX w. W 1896 r. majątek nabyła rodzina Olszewskich.
Walory krajobrazowe wsi już w latach 30. XX w. przyciągały mieszkańców Łodzi i Zgierza, którzy zakładali w niej swoje letnie domy. Z tego okresu zachowały się dwa takie obiekty, obecnie odrestaurowane przez prywatnych właścicieli, m.in. modernistyczna willa łódzkiego fabrykanta Brunona Biedermanna z 1938 r. wyłożona ciekawymi majolikami. W 1938 r. tereny nad Moszczenicą wykupili właściciele francuscy, którzy chcieli tam wybudować sanatorium, ale plany ich przerwała II wojna światowa.

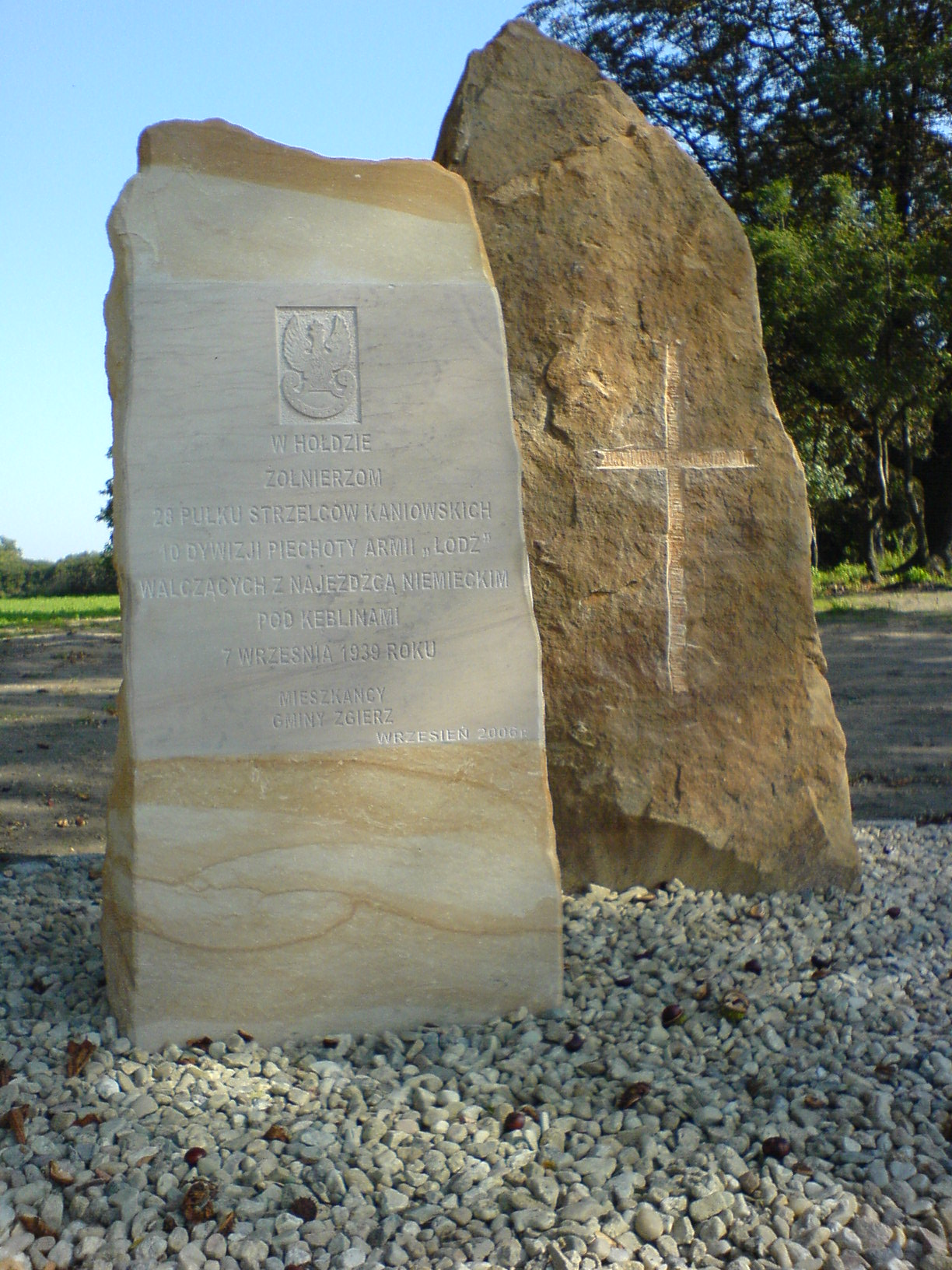
Obelisk upamiętniający bitwę pod Kęblinami

Podczas wojny obronnej Polski w 1939 r., w przededniu bitwy nad Bzurą, w nocy z 7 na 8 września w okolicy wsi toczyły się krwawe walki z udziałem pododdziałów 28 pułku Strzelców Kaniowskich z 10 Dywizji Piechoty i Kresowej Brygady Kawalerii Wojska Polskiego. Przedzierając się w kierunku północnym do miejsca koncentracji w odległym o 8 km Koźlu, jednostki te napotkały pododdziały niemieckiej 24 Dywizji Piechoty, z którymi stoczyły całonocny bój (upamiętniony obeliskiem). Zginęło wtedy i zmarło od ran od 150 do 200 polskich żołnierzy (170 mogił polskich żołnierzy – w większości nieznanych – znajduje się na cmentarzu w pobliskiej wsi Biała). W wyniku tej bitwy czasowo wyparto Niemców z zajętego przez nich folwarku i udało się otworzyć drogę dla pozostałych pododdziałów polskich.
11 września 1939 wkraczające oddziały Wehrmachtu do wsi Jasionka i Kębliny zamordowały 11 osób (nazwiska ofiar zostały ustalone).
W 1940 r. przesiedlony Estończyk van Balten otrzymał Kębliny jako rekompensatę straconego w Estonii majątku. Jego żona zatrudniała w dworze licznych Polaków. Kębliny znajdowały się w pobliżu granicy pomiędzy Generalnym Gubernatorstwem i Krajem Warty (Warthegau) i były miejscowością, w której przerzucano nielegalnie przez granicę wielu Polaków.
Po wojnie dwór przejęła Rolnicza Spółdzielnia Produkcyjna, a od 1992 r. znajduje się tam ośrodek Stowarzyszenia Monar. Naprzeciw dworu znajduje się stara murowana kuźnia zbudowana na początku XIX w. o ciekawej architekturze (ryzalit frontowy i ganek, a w narożach podparta przyporami).
Obecnie wieś ma charakter letniskowo-rolniczy, znajduje się w niej ok. 50 gospodarstw (zamieszkiwanych przez 290 stałych mieszkańców) i ponad 1000 działek rekreacyjnych, sklepy, punkt felczerski, Ochotnicza Straż Pożarna, dom parafialny, betoniarnia, tartak, stadnina koni, a także zakład przetwórstwa owoców produkujący soki i wino owocowe. Ze względu na dogodne warunki komunikacyjne z Łodzią i Zgierzem we wsi osiedla się na stałe coraz większa liczba mieszkańców tych miast. W 1999 r. założono wodociągi, pobierające wodę z odwiertu z głębokości 190 m z warstw oligoceńskich. W pobliżu wsi wytyczono szlaki rowerowe.
Wieś jest obsługiwana przez urząd pocztowy we wsi Biała i leży w granicach parafii Biała (4 km na południowy zachód, kod pocztowy 95-001).

## Zabytki
Według rejestru zabytków Narodowego Instytutu Dziedzictwa na listę zabytków wpisany jest obiekt:
- park dworski, k. XIX, nr rej.: A/291 z 20.12.1983